# ريكويل (فلم)
ريكويل أو ارتداد (بالإنجليزية: Recoil)، هو فيلم حركة وجريمة تم إنتاجه في كندا، وصدر سنة 2011 بطولة ستون كولد ستيف أوستن وداني تريجو.

## القصة
يعمل رايان فاريت كضابط في دالاس بتكساس، وفي ذات يوم يتعرض لهجوم وهو برفقة أسرته من قبل عصابة متوحشة، فتقتل زوجته كونستانس ماري فاريت وابنهما البالغ من العمر 9 أعوام. ولكن تُكتب لرايان النجاة، وخلال المواجهة يقتل ثلاثة من أفراد العصابة ويقرر الانتقام من البقية في وقت لاحق.

## وصلات خارجية
- مقالات تستعمل روابط فنية بلا صلة مع ويكي بيانات
- ارتداد على IMDb

- ارتداد على Rotten Tomatos